# Колготки
Колго́тки (от чеш. kalhoty, что в чешском означает «брюки») — вид нижнего белья, представляющий собой пару чулок, соединённую с трусами. Изготавливается из различных эластичных материалов: шёлка, нейлона, спандекса (лайкры, эластана) и их сочетаний. Выпускаются различных цветов и плотности. Наиболее популярны колготки телесного цвета (для повседневного использования) и чёрные (часто как элемент дресс-кода). Также выпускаются трикотажные колготки (в основном детские), специальные поддерживающие (например, для беременных женщин), моделирующие колготки и лечебно-профилактические от варикоза (трикотаж при варикозе необходимо подбирать по классу компрессии, который измеряется в миллиметрах ртутного столба, то есть давлении) . Плотность и эластичность нити измеряется в денье (den): чем больше значение den, тем плотнее материал. Число денье означает вес в граммах нити длиной 9 км (40 den означает, что 9 км нити колготок весят 40 г). Также иногда плотность колготок измеряется в единицах DTEX («децитекс»). Есть также колготки, сохраняющие тепло — термоколготки.

## История появления и распространения
В США моду на колготки ввела в 1940-х годах актриса и танцовщица Энн Миллер. До середины 1960-х годов потребности в колготках не было: женщины носили чулки, надеваемые под юбки достаточной длины. С изобретением англичанкой Мэри Куант мини-юбки возникла потребность в принципиально новом изделии.
В СССР мода на колготки пришла из Чехословакии, поэтому в русском языке используется чешское наименование, которое дословно означает «штанишки», «маленькие штаны» («колготки» по-чешски будут «пу́нчохаче» или «пу́нчохове ка́лготы»; созвучно с украинским «панчохи» — чулки). В советском ГОСТе долгое время держалось иное название — «чулковые рейтузы».
Со временем мода на мини прошла, но колготки остались в гардеробе. 
В 1980-е годы возникла мода на цветные и ажурные колготки. 
Начало 1990-х годов ознаменовалось интересом к колготкам с повышенным содержанием лайкры, причём особо актуальными считались «блестящие» образцы.
Первые колготки имели верхнюю часть в виде белых хлопчатобумажных трусиков, однако со временем они стали изготавливаться полностью из одного материала. Использование синтетических тканей в части трусиков вызвало необходимость для соблюдения гигиены дополнительно надевать под колготки нижнее бельё из натуральных тканей. Сейчас все качественные колготки содержат гигиеническую хлопчатобумажную ластовицу. Многие колготки помимо хлопчатобумажной гигиенической ластовицы имеют рисунок декоративных ажурных трусиков или уплотнённые шортики.

## Виды колготок
- Эластичные (из капрона, полиамида и др. синтетических материалов)
- Трикотажные (шерстяные, полушерстяные, хлопчатобумажные)
- Ажурные
- Лечебные (колготки от варикоза, с антисептическими пропитками)
- Термоколготки (колготки, изготовленные из особой пряжи специально смешанных нитей натуральных и синтетических волокон, таких как кашемир, шерсть мериноса, хлопок, микромодал, эластан)

## Галерея

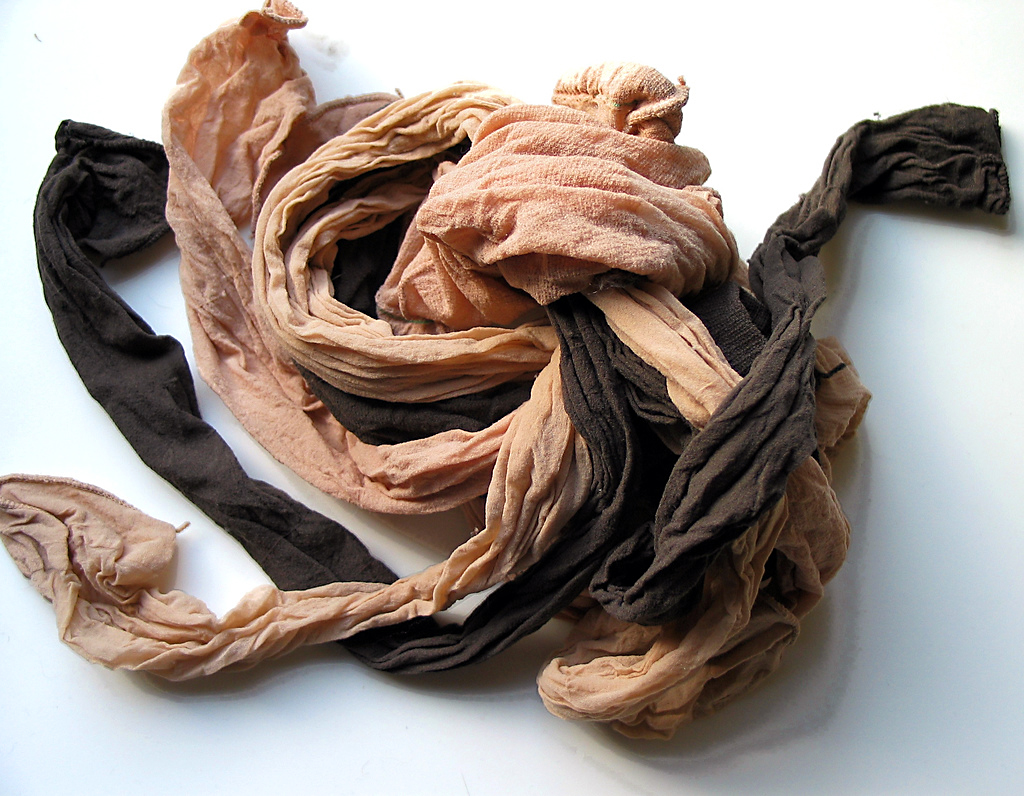
Колготки телесного и тёмного цвета
Чёрные полупрозрачные колготки
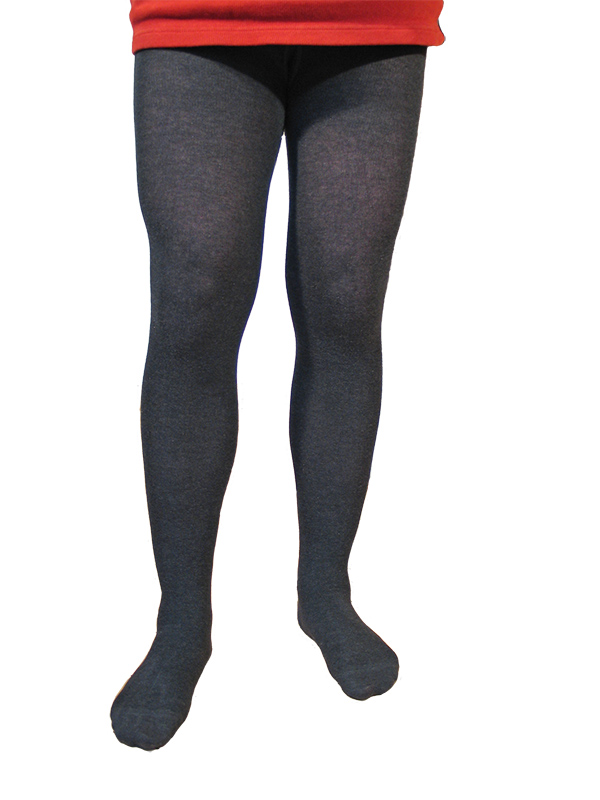
Серые колготки
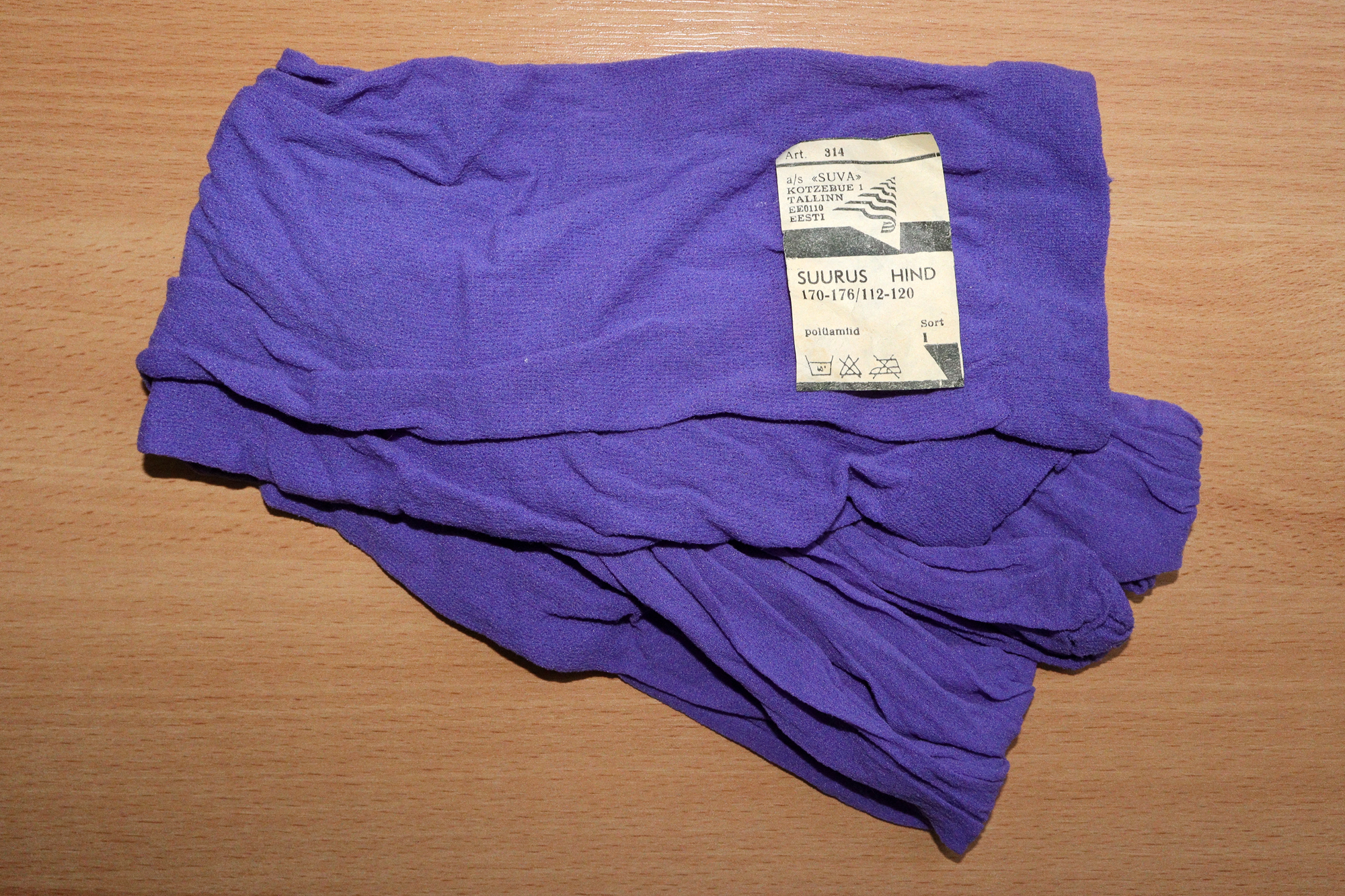
Фиолетовые женские колготки из полиамида
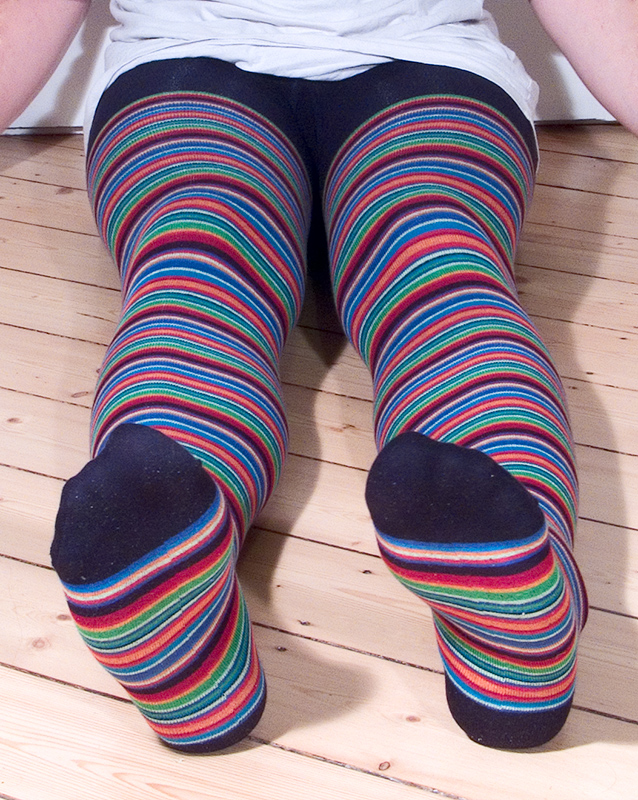
Детские полосатые колготки